# Pere Crespí Cladera
Pere Crespí Cladera, “Pixedis”, (Sa Pobla 1890-1954), jornaler i atleta migfondista actiu a Mallorca entre 1909 i 1915, fou molt popular a l'illa per la seva freqüent participació en carreres oficials i populars en distints pobles, les quals guanyava amb comoditat. L'any 1915 una batedora li va amputar una cama. Després de l'accident treballà de saig per l'Ajuntament de sa Pobla, participant, també, molt activament en l'animació de les festes populars pobleres, especialment en la d'“es Fas”.
Pere “Pixedis” fou el més important d'una extraordinària generació de corredors poblers que ocuparen els primers llocs de totes les curses atlètiques que se celebraven a Mallorca. El seu desgraciat accident va ampliar la seva llegenda i les notícies transmeses per la tradició oral, i recollides per cronistes moderns, parlen que va reptar i guanyar al tren, aleshores de vapor, des de sa Pobla fins a Palma en una distància similar a la de la marató (42 quilòmetres); que comptava amb el rècord mundial en 5.500 metres; o que, quan va tenir l'accident, s'estava preparant per participar en els Jocs Olímpics de Berlin, que finalment no se celebraren.
El seu germà glosador Bartomeu Crespí Cladera, li va dedicar i publicar les gloses “Bella carrera de resistència” i “Vida avariada”.
En una competició entre esportistes mallorquins i catalans, celebrada pocs mesos després del seu accident, fou homenajat i gratificat amb un donatiu popular de 105 pessetes.

## Crònica de l'accident
“Sa batadora de Can Comas qu’es una máquina nova que fa poc l'han posada a sa Punta den Capó, taia un peu i mitje cama an en Pere Crespí, Pixedis, qu’era es primer corredor de Mallorca, i per axó fa un parei d'anys que a Palma gonyá, com recordaran es nostros lectors, un gran premi i s'honor des Campionat. ¡Quina llástima, pobre homo!”
17 de juliol de 1915, Sa Marjal

## Proves i marques
- 4 de juliol de 1909, Setmana Esportiva a Palma, guanyador en la prova d'11 quilòmetres en 39 minuts, 57 segons i 2 quints, campió de Mallorca i premi de 200 pessetes.
- 2 de juliol de 1910, Setmana Esportiva a Palma, guanyador en la prova d'11 quilòmetres en 38 minuts i 18 segons, premi de 200 pessetes.
- 24 de juliol de 1910, sa Pobla, guanyador, obtingué la “joia”, hi acudiren 6.000 espectadors.
- 26 de febrer de 1911, sa Pobla, guanyador, per davant d'en Buget i en Gabriel Gost, Coronell, premi de 50 pessetes.
- 28 de juny de 1911, Setmana Esportiva de Palma, guanyador en la prova d'11 quilòmetres, premi de 200 pessetes.
- 26 de juliol de 1912, sa Pobla, guanyador, obtingué la “joia”, hi acudiren un milenar de carros i 6.000 espectadors.